# Tarō Yamamoto

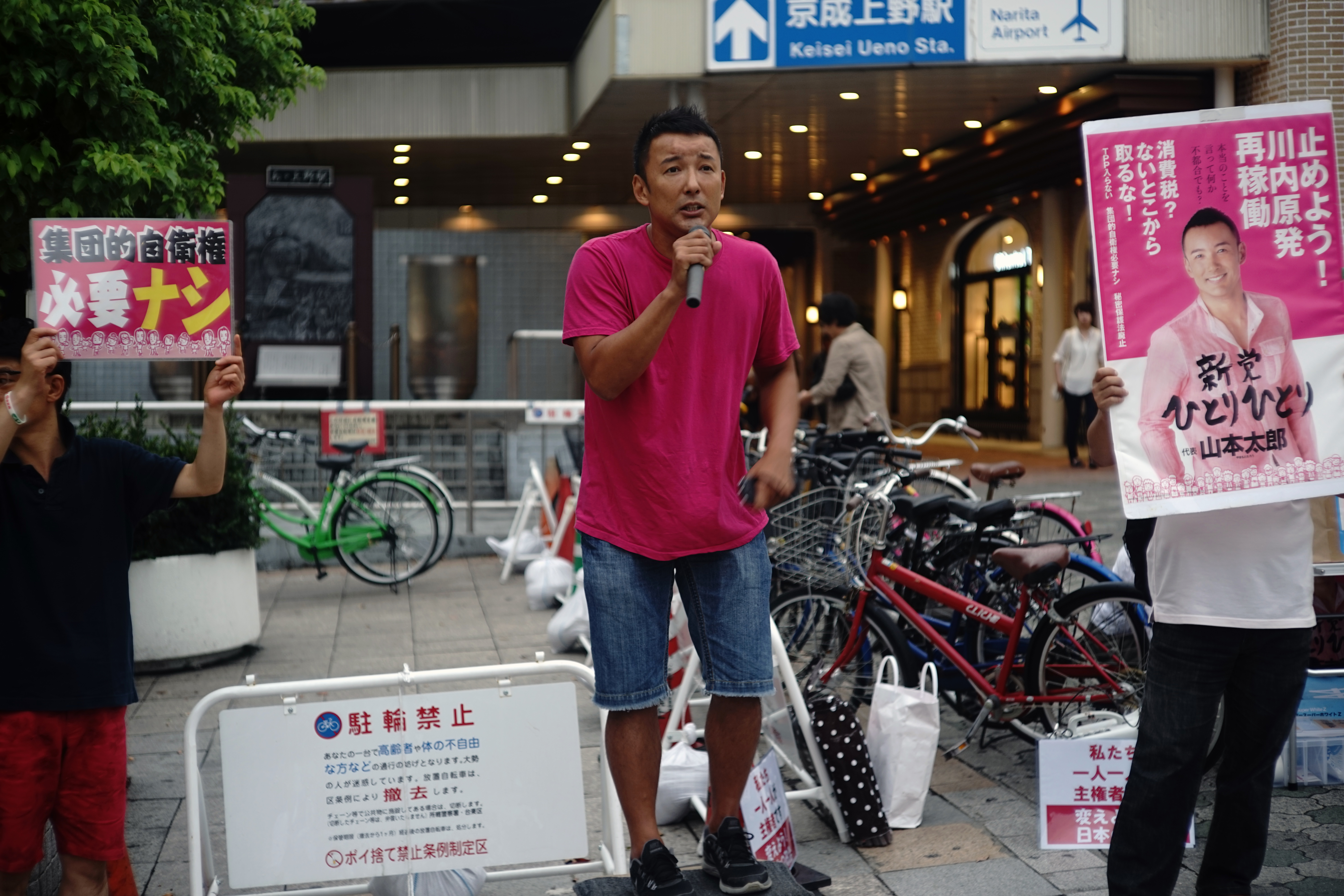
Tarō Yamamoto en un mitin político en Tokio.

Tarō Yamamoto (山本 太郎 Yamamoto Tarō?,  Takarazuka, Hyōgo; 24 de noviembre de 1974) es un ex-tarento, ex-actor y político liberal japonés. Es miembro de la Cámara de Consejeros de Japón, además de fundador y líder del partido político Reiwa Shinsengumi.

## Primeros años y carrera como artista
Nació en la ciudad de Takarazuka; sin embargo, su padre falleció poco después de nacer, por lo que junto con sus dos hermanas mayores fueron criados con su madre, quien vendía alfombras persas. Comenzó su carrera como tarento en 1990, cuando apareció en un concurso televisivo estudiantil llamado Dance Koshien, y debido a su popularidad y buena habilidad en el baile fue invitado varias veces al programa.
Luego de abandonar la escuela secundaria, Yamamoto se estrenó como actor de cine en 1991, en la película Daida Kyōshi. Entre 1996 y 2002 fue reportero de un documental televisivo llamado Sekai Ururun Taizaiki. También estuvo apareciendo en varias series de televisión como Futarikko (1996-97) y Shinsengumi! (2004). También apareció en varias películas como Battle Royale (2000), dirigido por Kinji Fukasaku, y en Moon Child (2003). También en el 2003 fue premiado en los Blue Ribbon Awards, una de las premiaciones cinematográficas más importantes dentro de Japón como mejor actor de reparto.

## Carrera política
Yamamoto entró a la política luego del accidente nuclear de Fukushima I en marzo de 2011, y denunció que «no sería cómplice silencioso de la nación terrorista de Japón», convirtiéndose en activista del movimiento antinuclear en Japón. Posteriormente renunció a su agencia de talentos para enfocarse en el activismo, y luego viajó a la prefectura de Saga en julio de 2011, para reunirse con un grupo de ciudadanos locales, para ingresar a la oficina del gobernador en protesta por el reinicio de una planta nuclear. Los protestantes lanzaron frases contra la energía nuclear y desafiando al gobernador. El incidente fue mostrado en la televisión y la Fiscalía Pública del Distrito de Saga consideró levantar cargos contra Yamamoto. A comienzos de 2012 dirigió una campaña de petición en Tokio para celebrar un referéndum que prohibiría a la Tokyo Electric Power Company de continuar el funcionamiento de las instalaciones nucleares.
Se postuló para ocupar un escaño en la Cámara de Representantes de Japón en las elecciones generales de 2012, pero quedó de segundo lugar en el 8° Distrito de Tokio, por lo que no pudo obtener el escaño. Luego se postuló como independiente (con el apoyo del Nuevo Partido Socialista) en las elecciones para la Cámara de Consejeros en 2013, siendo electo como consejero junto con el apoyo del Partido de la Vida del Pueblo, el Partido Socialdemócrata y Los Verdes.
El 31 de octubre de 2013, Yamamoto entregó personalmente al emperador Akihito una carta de carácter político en un evento no político. La carta fue pasada rápidamente al chambelán y nunca fue leída por el emperador. Luego se informó que la carta contenía sus quejas sobre el manejo del desastre nuclear de 2011. El Huffington Post reportó que la acción pudo haber violado la Constitución de Japón, debido a que el emperador no le está permitido involucrarse en cuestiones políticas. El líder político Kazuo Shii, presidente del Partido Comunista de Japón,  consideró que Yamamoto «no entendía la Constitución». Varios líderes políticos expresaron su decepción en el abuso de Yamamoto desde su posición legislativa, al punto que Beat Takeshi lo consideró como «una especie de insulto». Sin embargo, el dibujante de manga Yoshinori Kobayashi aplaudió la acción. El 8 de noviembre, Yamamoto recibió una reprimenda oficial del Presidente de la Cámara de Consejeros Masaaki Yamazaki, en donde sería vetado de asistir a cualquier evento imperial durante su legislatura.
En diciembre de 2013, prometió que movilizaría un millón de personas para asediar la Dieta en protesta por la Ley de Secreto de Estado. En las elecciones a gobernador de Tokio en febrero de 2014, no apoyó a ningún candidato específico, y sólo pidió apoyo a candidatos que se opusieran a la energía nuclear.
Tras las elecciones generales de Japón de 2014, Yamamoto se une al Partido de la Vida del Pueblo, dirigido por Ichiro Ozawa, sin embargo propone como condición que el nombre del partido fuese renombrado a Partido de la Vida del Pueblo, Tarō Yamamoto y Amigos (生活の党と山本太郎となかまたち Seikatsu no Tō to Yamamoto Tarō to Nakamatachi?) y ser copresidente de la formación política. Luego en octubre de 2016 fue renombrado a Partido Liberal, con el fin de acercar más votantes del espectro de la centroderecha, mientras que a Yamamoto se le permitió crear un grupo político autónomo llamado «Tarō Yamamoto y Amigos», pero sin abandonar el partido.
De cara a las elecciones a la Cámara de Consejeros en 2019 el veterano político Ichirō Ozawa decide unir 
al Partido Liberal con el Partido Democrático para el Pueblo. Yamamoto, quien militaba en el Partido Liberal, se opuso a esta decisión, por lo cual abandona el partido y funda el partido Reiwa Shinsengumi.

## Filmografía
| - 1996 That's Cunning! Shijo Saidai no Sakusen? - 1998 Love Letter - 1999 Big Show! Hawaii ni Utaeba - 2000 Battle Royale (como Shogo Kawada) - 2001 Hashire! Ichiro - 2001 Rain of Light - 2001 Go - 2001 Genji: A Thousand-Year Love - 2002 Through the Night - 2003 Moon Child - 2003 Get Up! | - 2003 Shoro Nagashi - 2004 Shinsengumi! - 2004 Akai Tsuki - 2004 A Day on the Planet - 2004 Izo - 2005 Princess Raccoon - 2005 Under the Same Moon - 2009 Kaiji - 2010 Kamen Rider × Kamen Rider OOO & W Featuring Skull: Movie War Core (Skull: Message for Double) - 2011 My Way |

## Premios y nominaciones
| Año  | Categoría              | Premio                                       | Películas | Resultado |
| ---- | ---------------------- | -------------------------------------------- | --------- | --------- |
| 2003 | Mejor actor de reparto | Blue Ribbon Awards                           | -         | Ganó      |
| 2001 | Mejor actor de reparto | Premio de los Críticos de Películas de Japón | -         | Ganó      |